# Dieter Hallervorden
Dieter „Didi” Hallervorden (eredeti nevén Dieter Herbst) (Dessau, 1935. szeptember 5. –) német humorista, színész, műsorvezető.

## Élete
Dieter Hallervorden egy repülőgép-tervező és egy orvossegéd fiaként született a németországi Anhalt (ma: Szászország-Anhalt) tartományban. Két testvére van: Renate és Margot.
Az NDK hatóságaival való összetűzés miatt csak 1957-ben érettségizhetett le. Ezt követően romanisztikát, publicisztikát és színháztudományt tanult, előbb Kelet-Berlinben, majd 1958-tól – az NDK elhagyását követően – Nyugat-Berlinben. Miután sikertelenül próbált meg bekerülni a Max Reinhardt nevével fémjelzett színiiskolába és a berlini Die Stachelschweine nevű kabaré-társulatba, 1960-ban megalapította a Die Wühlmäuse nevű kabaré-színpadot, amelynek máig igazgatója.
Nem sokkal később sorra kezdett szerepelni különböző televíziós és mozi-produkciókban. Az igazi áttörés 1975-ben sikerült neki a Nonstop Nonsens című televíziós sorozattal, amelyet 1980-ig hatalmas sikerrel vetített a Süddeutscher Rundfunk nevű adó.
1980-tól komolyabban a mozi felé fordult – mind forgatókönyvíróként, mind pedig színészként. 1982 és 1989 között összesen hat filmben és egy televíziós sorozatban játszotta el az esetlen Didi figuráját – ez lett talán a leghíresebb szerepe.
1992-ben visszatért a politikai kabaréhoz: előbb a SAT1 kereskedelmi csatornán vezette a 21 részes Spottschau, majd 1994 és 2003 között az ARD nevű közszolgálati csatornán a Hallervordens Spott-Light című műsort.
Saját szóló-előadóestjével máig fellép saját színpadán Berlinben. 2005-ben, hetvenedik születésnapjára jelent meg önéletrajzi kötete Wer immer schmunzelnd sich bemüht (Ki mindig mosolyogva igyekszik) címen.
Ugyanettől az évtől kezdve vezeti a Comedy-Falle című műsort a SAT1 csatornán.
Dieter Hallervorden második feleségével felváltva él Bretagne-ban és Berlinben. Három gyermek édesapja.

## Fontosabb filmjei
- 1969 – Darf ich Sie zur Mutter machen?
- 1969 – Die Hochzeitsreise
- 1970 – Das Millionenspiel
- 1972 – Was?
- 1973 – Abramakabra (tv-sorozat)
- 1973 – Kara Ben Nemsi Effendi (tv-sorozat)
- 1974 – Mein Onkel Benjamin (TV)
- 1974 – Der Springteufel (TV)
- 1975-1980 – Nonstop Nonsens (tv-sorozat, színész és forgatókönyvíró)
- 1980 – Mein Gott, Willi!
- 1981 – Stachel im Fleisch
- 1981 – Alles im Eimer
- 1981 – Ach du lieber Harry (színész és forgatókönyvíró)
- 1982 – Didi der Schnüffler
- 1982 – Welle Wahnsinn (sorozat, színész és forgatókönyvíró)
- 1983 – Zelleriesalat (tv-sorozat)
- 1984 – Didi – Der Doppelgänger (színész kettős szerepben és forgatókönyvíró)
- 1985 – Didi und die Rache der Enterbten (színész összesen hét szerepben)
- 1986 – Didi auf vollen Touren (színész és forgatókönyvíró)
- 1985-86 – Didi der Untermieter (tv-sorozat)
- 1987 – Laus im Pelz
- 1988 – Didi – Der Experte
- 1989 – Die Didi-Show
- 1990 – Bei mir liegen Sie richtig
- 1992 – Alles Lüge
- 1996-97 – Verstehen Sie Spaß? (tv-sorozat)
- 2000 – Zebralla! (tv-sorozat)
- 1994-2003 – Hallervordens Spott-Light (tv-sorozat)
- 2005-től – Comedy-Falle (tv-sorozat)
- 2006 – La Isla Bonita – Armee der Stille
- 2008 – 1 1/2 Ritter – Auf der Suche nach der hinreißenden Herzelinde
- 2010 – In aller Freundschaft
- 2011 – Kissenschlacht
- 2011 – Die zertanzten Schuhe
- 2012 – Zettl – Unschlagbar Charakterlos
- 2012 – Das Kind
- 2012 – Das Mädchen und der Tod
- 2013 – Sein letztes Rennen

## További információ
- Dieter Hallervorden a Facebookon
- Dieter Hallervorden a PORT.hu-n (magyarul)
- Dieter Hallervorden az Internetes Szinkronadatbázisban (magyarul)
- Dieter Hallervorden az Internet Movie Database-ben (angolul)
- Dieter Hallervorden az AlloCiné weboldalán (franciául)
- Dieter Hallervorden Profile. famousfix.com. (Hozzáférés: 2023. április 3.)